# Olympe Bradna
Antoinette Olympe Bradna est une actrice et danseuse française, née Antoinette Tesarova le 12 août 1920 à Paris 10e et morte le 5 novembre 2012 à Lodi en Californie.

## Biographie

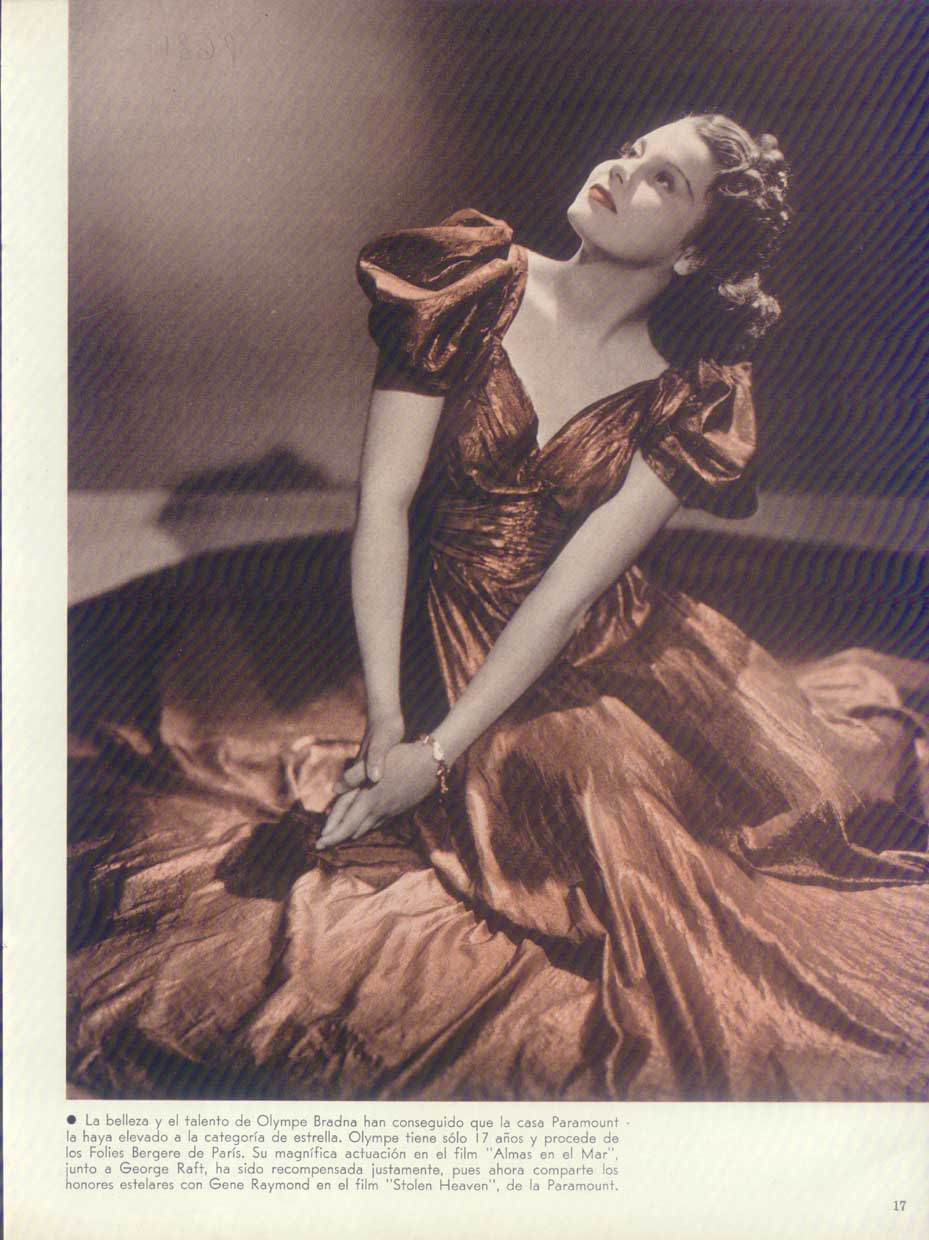
Dans Argentinean Magazine (1938)

Antoinette Olympe naît à paris en 1920 dans une famille d'artistes de cirque. Son père, un Bohémien tchèque, et sa mère, une autrichienne-allemande, pratiquent l'équitation monte à cru et sont très connus. Ils produisent également un numéro avec des chiens savants. Le prénom Olympe lui vient de ce qu'au moment de sa naissance, ses parents devaient produire leur numéro avec les chiens sur la scène de l'Olympia de Paris (son père exécutera le numéro en solo).
Dès sa tendre enfance, Olympe suit sa famille en tournée en France et à travers l'Europe. À partir de huit ans, elle se produit comme danseuse. Ses parents l'accompagnent en Suède, Norvège, Allemagne, Suisse, Italie et France. À Paris, elle exécute "une danse acrobatique"  dans la version française de la pièce musicale Hit the Deck. Plus tard, elle intègre les Folies Bergère. En 1930, elle apparaît dans un music-hall des Champs-Élysées avec Irène Hilda, son amie d'enfance.
Sa carrière au cinéma commence en France. Adolescente, elle tourne dans deux films français réalisés par Gaston Roudès : Roger la Honte (avec Constant Rémy et Germaine Rouer) et Flofloche (avec Armand Bernard et France Dhélia), sortis respectivement en 1933 et 1934.
Puis en 1934, à l'âge de seize ans, elle émigre définitivement aux États-Unis avec ses parents. Elle continue à se produire comme danseuse et elle est remarquée dans deux numéros dansés de la Revue Folies Bergère présentée en 1934 et 1935 à Chicago et New York. Elle va à Hollywood où elle signe avec les studios Paramount Pictures un contrat de sept ans. En 1935, elle est l'une des sept starlettes présentées par la Paramount au public comme « jeune espoir du cinéma ».
Olympe Bradna tourne douze films ; les deux premiers sortent en 1936.
Elle jouera dans le film d'aventures Âmes à la mer, avec Gary Cooper et George Raft (1937) ; Le Dernier Train de Madrid avec Dorothy Lamour, Lew Ayres et Gilbert Roland (1937). En 1938, elle obtient le rôle féminin principal dans Le Paradis volé (Stolen Heaven) face à Gene Raymond.
Durant l'année 1941, elle tourne ses trois derniers films (dont Escadrille internationale - International Squadron), avec Ronald Reagan et William Lundigan, puis la mème année, elle épouse l'héritier d’une riche famille californienne, Douglas Woods Wilhoit et se retire définitivement du cinéma pour se consacrer à son foyer. Elle a alors 21 ans. Le couple aura quatre enfants et restera marié pendant plus de 70 ans. Olympe Bradna meurt à l'âge de 92 ans, en novembre 2012, neuf mois après le décès de son époux.

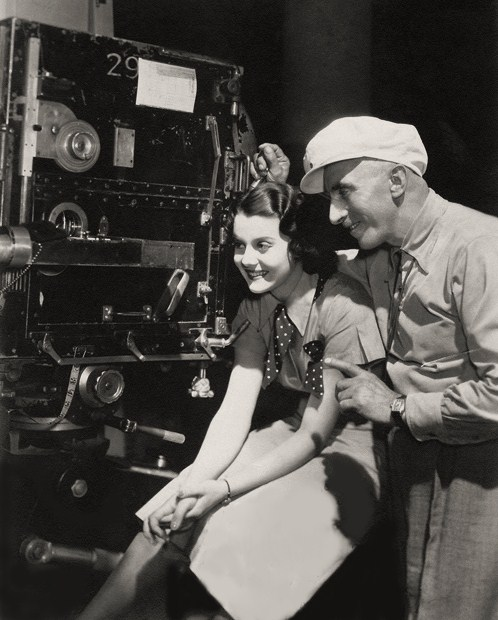
Avec le directeur de la photographie Harry Fischbeck, sur le tournage de Le Dernier Train de Madrid (1937)

## Théâtre (sélection)
- 1934-1935 : Revue Folies Bergère (Chicago puis New York)

## Filmographie complète
- 1933 : Roger la Honte de Gaston Roudès : Suzanne Laroque
- 1934 : Flofloche de Gaston Roudès : Reine
- 1936 : Three Cheers for Love de Ray McCarey : Frenchy
- 1936 : L'Appel de la folie (College Holiday) de Frank Tuttle : Felice L'Hommedieu
- 1937 : Le Dernier Train de Madrid (The Last Train from Madrid) de James P. Hogan : Maria Bonda
- 1937 : La Furie de l'or noir (High, Wide, and Handsome) de Rouben Mamoulian : rôle indéterminé, non crédité
- 1937 : Âmes à la mer (Souls at Sea) d'Henry Hathaway : Babsie
- 1938 : Paradis volé (en) (Stolen Heaven) d'Andrew L. Stone : Steffi
- 1938 : Soubrette (Say It in French) d'Andrew L. Stone : Julie
- 1939 : The Night of Nights de Lewis Milestone : Marie Alice O'Farrell
- 1940 : Pago Pago, île enchantée (South of Pago Pago) d'Alfred E. Green : Malia
- 1941 : Knockout (en) de William Clemens : Angela Grinnelli
- 1941 : Highway West de William C. McGann : Myra Abbott
- 1941 : Esquadrille internationale (International Squadron) de Lothar Mendes et Lewis Seiler : Jeanette